# Pseudaletis occidentalis
Pseudaletis occidentalis är en fjärilsart som beskrevs av George Thomas Bethune-Baker 1926. Pseudaletis occidentalis ingår i släktet Pseudaletis och familjen juvelvingar. Inga underarter finns listade i Catalogue of Life.